# První kategorie 1909/1910
Soutěžní ročník  Prima Categoria 1909/1910 byl 13. ročník nejvyšší italské fotbalové ligy, který se konal od 7. listopadu roku 1909 do 29. května roku 1910. Turnaje se účastnilo již nově devět klubů ze čtyř měst.
Poprvé ve své klubové historii ovládl Inter, který dokázal v dodatečném zápase porazit obhájce minulého ročníku Pro Vercelli. Nejlepším střelcem se stal hráč Interu Ernest Peterly, který vstřelil 23 branek.

## Události
Poprvé ve své třináctileté historii nejvyšší ligy v italském fotbalu se hrálo systémem podzim - jaro. Po vzoru anglické ligy se hrálo v jedné skupině systémem každý s každým 2krát v sezoně. Za vítězství v utkání byli 2 body, za remízu 1 bod. Úplně poprvé hrál v nejvyšší lize klub Ausonia FC, což byl klub z Milána.
První ročník v jedné skupině se vyznačoval těsným vzájemným soubojem mezi Interem a úřadujícím šampionem Pro Vercelli, který byl vyřešen jedním z nejkontroverznějších výsledků v historii italského fotbalu. Po špatném začátku tým Nerazzurri dosáhl rekordní série jedenácti po sobě jdoucích výher, ale nečekaná porážka proti Janovu 3. dubna 1910 jim matematicky zabránila předstihnout Pro Vercelli v tabulce ligy. O týden později Inter porazil Turín 7:2 a vyrovnal se bodově Pro Vercelli. Při rovnosti bodů musel na základě článku 8 federálního nařízení, zařazen dodatečný zápas o titul, který se měl konat na hřišti klubu s nejlepším poměrem branek, to mělo mužstvo z města Vercelli.
Spory začaly, když federace musela stanovit datum utkání. K dispozici byly tedy pouze tři: 17. dubna, 24. dubna a 1. května, protože později již hrála Italská fotbalová reprezentace mezistátní zápasy. Prezident Pro Vercelli Luigi Bozino sdělil Federaci svůj nesouhlas s prvními dvěma termíny a požádal o utkání na 1. května z organizačních důvodů, protože jeho hráči na první dva termíny měli domluveny jiné zápasy. Klub obdržel ústní ujištění od prezidenta federace Luigiho Bosisia, přestože konečné rozhodnutí o termínu play-off nenáleželo přímo jemu, ale spolkové radě. Inter se vyjádřil že od 1. května musí hrát fotbalové turné v Toskánsku a Emilii a že dva hráči, Zoller a Fossati měli nějaké překážky v práci.
Zlom nastal 17. dubna, kdy se zmíněného turnaje nezúčastnil žádný fotbalista Pro Vercelli. Spolková rada měla podezření, že odklad play-off bylo vyžádáno pouze proto, aby umožnilo jeho hráčům větší odpočinek a aby se uzdravili někteří hráči. Rozhodlo že utkání se odehraje 24. dubna a 1. května se bude hrát případný druhý rozhodující utkání.
Prezident Pro Vercelli navrhl Interu odehrát utkání 1. května na jejích hřišti. Nerazzurri s tím nesouhlasili a nakonec Pro Vercelli skutečně nastoupili 23. dubna, ale na protest klub nasadil mládežnickou formaci složenou z dětí od jedenácti do patnáct let! Zápas skončil vítězstvím Interu 11:3.
Nerazzurri poté vydal velmi tvrdé prohlášení, ve kterém tvrdě kritizoval chování Biancocrociati a jeho příznivců za nesportovní. Poté ještě Pro Vercelli zkoušeli u federace k protestu kvůli údajnému neregulérnímu postavení hráče Nerazzurri, ale to bylo zamítnuto. Klub poté dostal pokutu 200 lir a diskvalifikovala její hráče a hřiště na celý rok 1910 za to, že podněcoval své hráče, aby si ze svých soupeřů dělali legraci, čímž neuváděl žádný příklad sportovní férovosti. Nakonec se 8. září při běžecké soutěži v Miláně, obě strany udobřili a federace poté udělila snížení trestu Biancocrociati.

## Složení ligy v tomto ročníku
| Klub         | Město    | Region    | Trenér            |
| ------------ | -------- | --------- | ----------------- |
| Janov        | Janov    | Ligurie   | Daniel Hug        |
| Andrea Doria | Janov    | Ligurie   | Technická komise  |
| Ausonia      | Milán    | Lombardie | Technická komise  |
| Milán        | Milán    | Lombardie | Giannino Camperio |
| Inter        | Milán    | Lombardie | Virgilio Fossati  |
| Milanese     | Milán    | Lombardie | Technická komise  |
| Pro Vercelli | Vercelli | Piemont   | Giuseppe Milano   |
| Turín        | Turín    | Piemont   | Technická komise  |
| Juventus     | Turín    | Piemont   | Technická komise  |

## Tabulka
| Poř. | Tým          | Z  | V  | R | P  | VG | OG | B   |
| ---- | ------------ | -- | -- | - | -- | -- | -- | --- |
| 1.   | Inter        | 16 | 12 | 1 | 3  | 55 | 26 | 25* |
| 2.   | Pro Vercelli | 16 | 12 | 1 | 3  | 46 | 15 | 25* |
| 3.   | Juventus     | 16 | 8  | 2 | 6  | 29 | 20 | 18  |
| 4.   | Turín        | 16 | 8  | 1 | 7  | 45 | 30 | 17  |
| 5.   | Janov        | 16 | 7  | 3 | 6  | 31 | 23 | 17  |
| 6.   | Milán        | 16 | 6  | 1 | 9  | 24 | 26 | 13  |
| 7.   | Milanese     | 16 | 6  | 1 | 9  | 35 | 53 | 13  |
| 8.   | Andrea Doria | 16 | 5  | 1 | 10 | 18 | 40 | 11  |
| 9.   | Ausonia      | 16 | 0  | 5 | 11 | 16 | 54 | 5   |

Poznámky
- Z = Odehrané zápasy; V = Vítězství; R = Remízy; P = Prohry; VG = Vstřelené góly; OG = Obdržené góly; B = Body
- za výhru 2 body, za remízu 1 bod, za prohru 0 bodů.
- při rovnosti bodů rozhodovalo skóre
- kluby Inter a Pro Vercelli odehráli dodatečný zápas

## Výsledková tabulka
|              | Andrea Doria | Ausonia | Janov | Inter | Juventus | Milán | Pro Vercelli | Turín | Milanese |
| ------------ | ------------ | ------- | ----- | ----- | -------- | ----- | ------------ | ----- | -------- |
| Andrea Doria | –            | 3:0     | 3:0   | 1:3   | 0:1      | 1:7   | 2:0          | 3:1   | 4:2      |
| Ausonia      | 0:0          | –       | 3:3   | 2:6   | 2:2      | 2:2   | 0:4          | 0:2   | 1:4      |
| Janov        | 3:1          | 6:2     | –     | 4:0   | 2:0      | 0:1   | 1:2          | 0:0   | 3:3      |
| Inter        | 5:0          | 2:2     | 2:0   | –     | 1:0      | 5:1   | 1:4          | 7:2   | 7:2      |
| Juventus     | 4:0          | 6:0     | 0:2   | 2:0   | –        | 5:3   | 0:0          | 3:0   | 1:2      |
| Milán        | 2:0          | 2:1     | 1:0   | 0:5   | 0:1      | –     | 0:3          | 0:1   | 5:1      |
| Pro Vercelli | 1:0          | 3:0     | 5:2   | 1:2   | 4:0      | 4:0   | –            | 0:1   | 5:1      |
| Turín        | 5:0          | 2:0     | 0:2   | 3:4   | 3:1      | 6:2   | 2:4          | –     | 13:1     |
| Milanese     | 5:0          | 5:1     | 0:1   | 2:5   | 0:2      | 2:1   | 3:6          | 3:2   | –        |

## Dodatečný zápas
| 24. duben 1910 | Pro Vercelli                                 | 3 – 10 | Inter                                                                            |                          |  |  |
|                | Tacchini Vittorio Zorzoli Alessandro Rampini |        | , Oscar Engler , Virgilio Fossati Carlo Payer Ernest Peterly Bernard Schuler ??? | Rozhodčí: Umberto Meazza |  |  |
|                |                                              |        |                                                                                  |                          |  |  |

## Vítěz
| Prima Categoria Vítěz pro rok 1910/11 |
| ------------------------------------- |
| FC Inter Milán                        |
|                                       |